# ماروسی
شهر ماروسی در استان آتیک در کشور یونان واقع شده است که دارای جمعیت ۷۳٬۶۴۳  نفر می‌باشد.

## نگارخانه

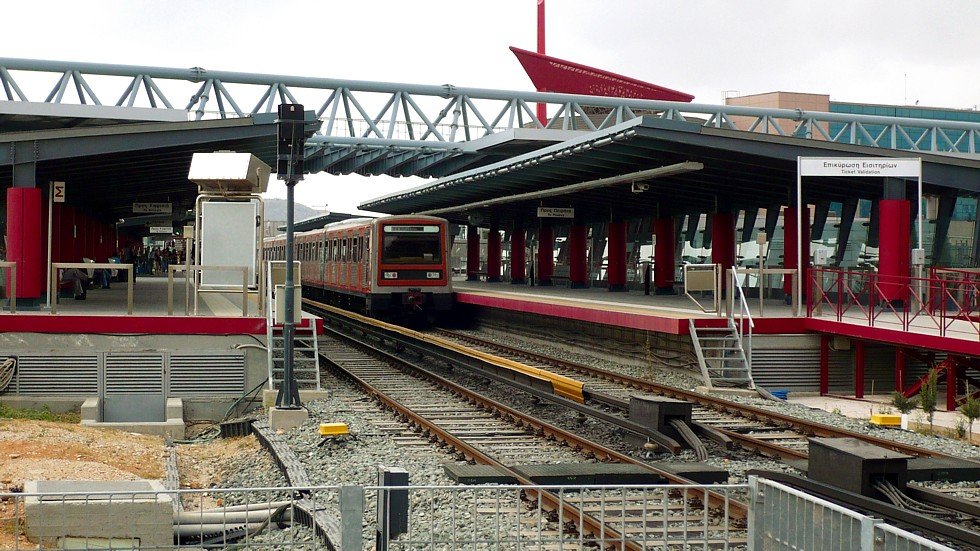
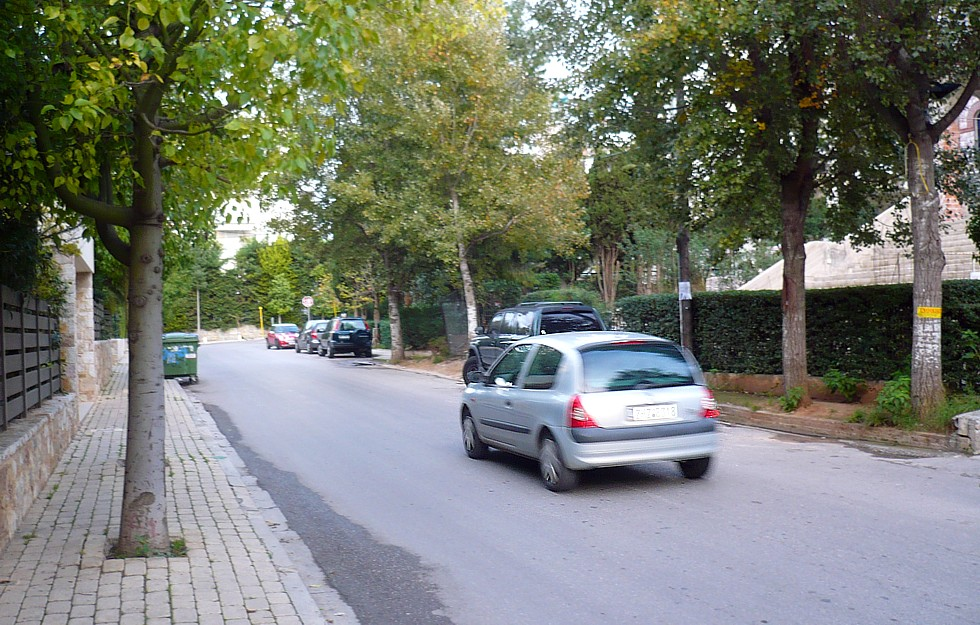
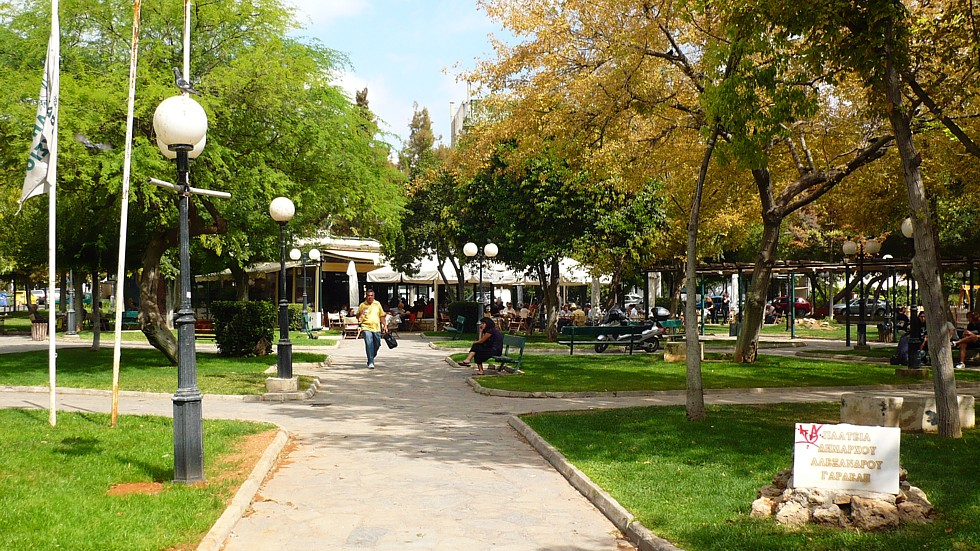
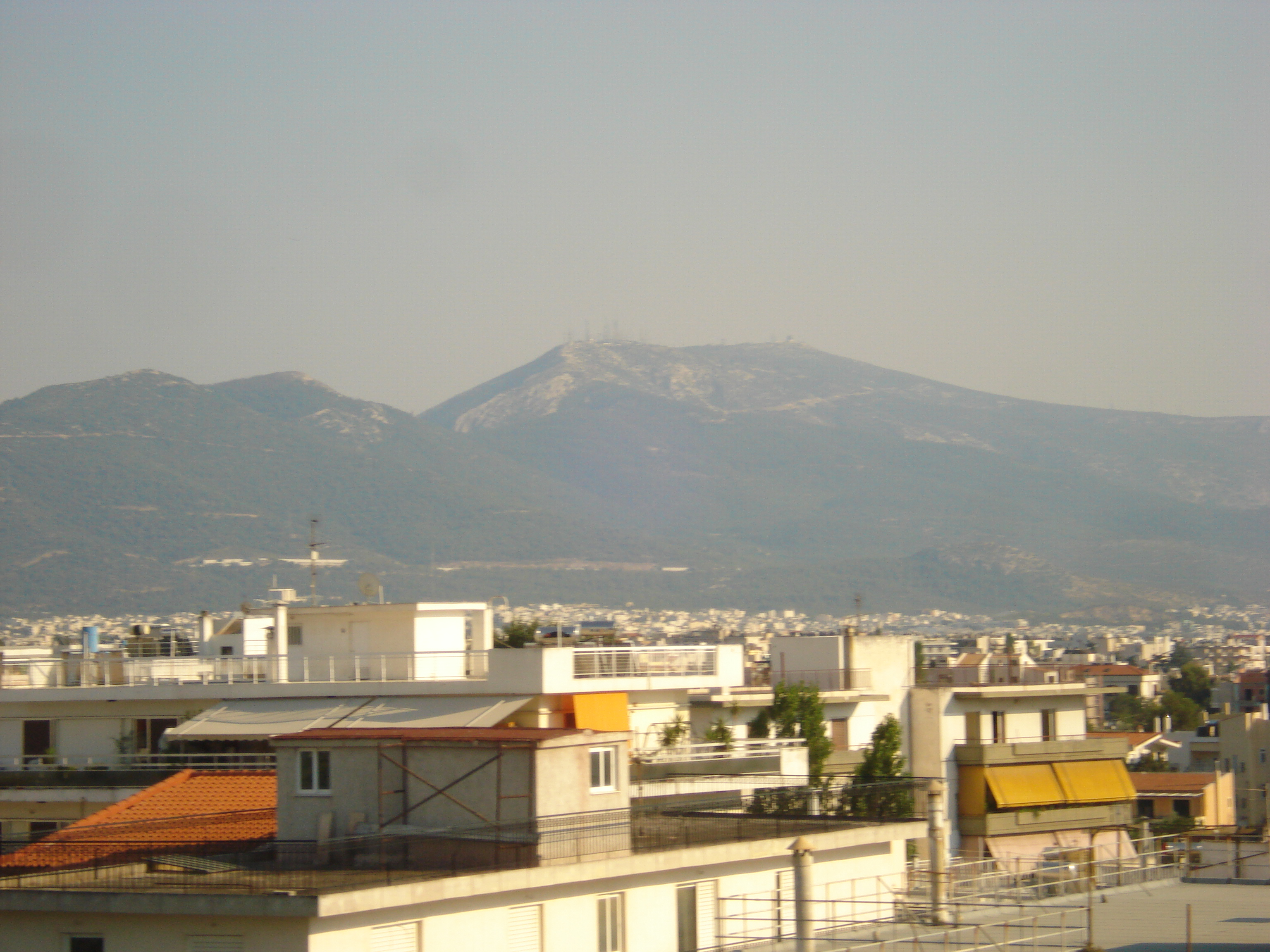